# Utgard Peak
Utgard Peak är en bergstopp i Antarktis. Den ligger i Östantarktis. Nya Zeeland gör anspråk på området. Toppen på Utgard Peak är 2 050 meter över havet, eller 359 meter över den omgivande terrängen. Bredden vid basen är 6,4 km.
Terrängen runt Utgard Peak är bergig åt nordost, men åt sydväst är den kuperad. Utgard Peak ligger uppe på en höjd som går i öst-västlig riktning. Trakten är obefolkad. Det finns inga samhällen i närheten. 